# Giacomo Brufani
Giacomo Brufani (Assisi, 1831 – Perugia, 1892) è stato un imprenditore alberghiero italiano.
Nato da una famiglia povera, si trasferì a Roma dove fece svariati mestieri, poi a Milano ed a Londra, per cercare fortuna.

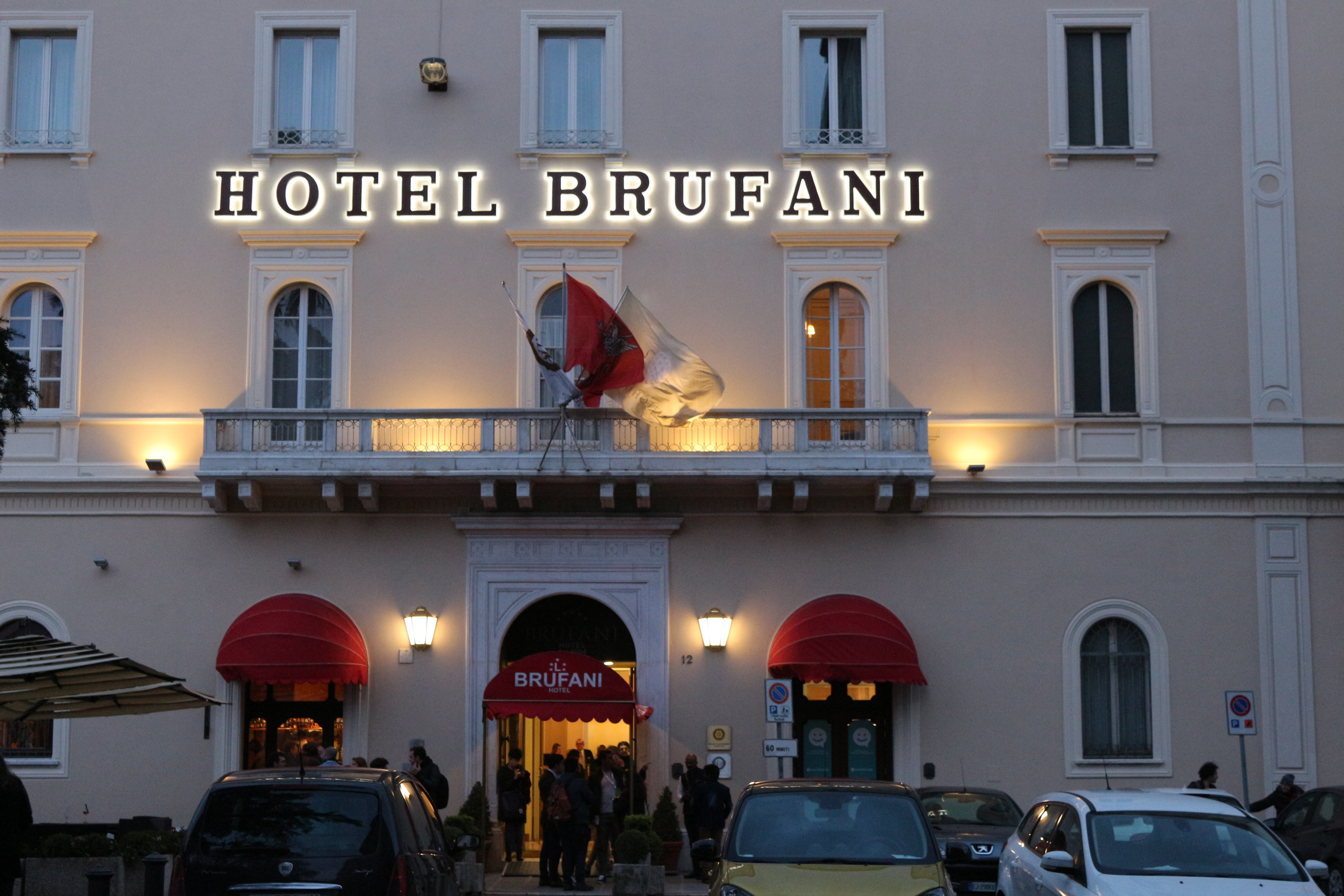
Hotel Brufani di Perugia nel 2018

Ebbe la lungimiranza di avviare la costruzione di un grande complesso alberghiero a Perugia e lo eresse nella zona dei Tre archi.
Nel 1861 sposò l'inglese Elizabeth Platt, che gli fu di grande aiuto nel ricreare un'atmosfera turistica di stampo anglosassone. Tale struttura è ancora presente in Piazza Italia, ed è rimasta famosa storicamente perché base dei quadrumviri della Marcia su Roma, nell'ottobre 1922.
L'Hotel Brufani è attualmente uno degli alberghi più antichi e lussuosi d'Europa.